# 發展研究
發展研究（英語：Development studies，又稱發展學），是社會科學的一個跨學科研究分支領域，在世界各地的許多知名大學中作為專業碩士學位提供。作為一門研究學科，自1990年代初期以來蓬勃發展，並且在發展中國家和具有殖民歷史的國家（例如該學科的發源地英國）得到了最廣泛的發展。發展研究專業之畢業生，通常選擇在聯合國、世界銀行、非政府組織(NGO)等國際組織，以及媒體和新聞機構、私部門發展諮詢公司、企業社會責任(CSR) 機構和研究中心等工作。.

## 词源
发展的拉丁文词根是“舒展”、“展开”的意思。从一般意义上讲，发展是指事物演变和成长的阶段。联合国开发计划署（UNDP）在1990年定义为：“发展的基本目的，就是创建一种能够使人长期地享受健康和有创造性的生活。”1993年UNDP进一步明确：“发展是人的发展，为了人的发展，由人去从事的发展”。1998年，诺贝尔经济学奖获得者阿马蒂亚·森则以“自由”为中心来定义发展，他认为自由是发展的首要目的，发展是扩展人们享有真实自由的一个过程。

## 历史
發展研究作為一門學科在20世紀下半葉的出現，很大程度上是由於對非殖民化後第三世界經濟前景的日益關注。在戰後不久，發展經濟學作為經濟學的一個分支，產生於以前對殖民經濟學的研究。发展的定义在发展经济学中有以下几点：
- 社會福利的改善
- 多维：生活状况和经济的改善
- 人类个人能力的发展，减少不自由

到1960年代，越來越多的發展經濟學家認為僅靠經濟學無法完全解決諸如政治有效性和教育提供等問題。發展研究由此產生，最初旨在整合政治學和經濟學的思想。從那時起，它已成為一個日益跨學科和多學科的領域，涵蓋了各種社會科學領域。近年來使用政治經濟學分析法——經濟學分析技術之應用——來嘗試評估和解釋任何強化或限制發展的政治與社會因素，其作為解釋改革成功或失敗的一種方式，已變得越來越普遍。人們普遍認為，發展研究通常被認為始於1949年哈里·S·杜魯門总统的就職演說。在他演講的第四點中，關於拉丁美洲和其他貧窮國家，他說：
世界上超過一半的人生活在接近苦難的條件下。他們的食物不足。他們是疾病的受害者。他們的經濟生活原始而停滯。他們的貧困對他們和更繁榮的地區都是一種障礙和威脅。在歷史上，人類第一次擁有了減輕這些人痛苦的知識和技能。
但發展研究此後也對西方國家過去發展經驗的教訓產生了興趣。最近，人類安全的出現——一種以人為本的新方法來理解和應對全球安全威脅——導致人們越來越認識到安全與發展之間的關係。人類安全認為，一個國家或地區的不平等和不安全會對全球安全產生影響，因此解決潛在的發展問題符合所有國家的利益。這種與人類安全研究的關係只是發展研究跨學科性質的一個例子。
來自全球北方國家和全球南方國家的研究人員之間的全球研究合作，即所謂的南北研究夥伴關係，使發展研究能夠考慮關於發展研究和其他強烈價值驅動問題的更多樣化的觀點。因此，它可以為研究領域貢獻新的發現。

## 学位设置
自1990年代初以來，发展研究在發展中國家和具有殖民歷史的國家（例如該學科的起源地英國）得到了最廣泛的教學和研究。
發展研究作為專業碩士學位在世界各地的許多知名大學提供，如劍橋大學、倫敦政治經濟學院、倫敦國王學院、蘇塞克斯大學發展研究所、牛津大學、哈佛大學、巴黎第一大學、日内瓦国际关系及发展高等学院、印度馬德拉斯理工學院、倫敦大学亚非学院等；也作为不太常見的本科學位，例如在圭爾夫大學、多倫多大學和麥吉爾大學。。